# Bartabas
Bartabas, és un genet, pedagog, coreògraf i escenògraf francès

## Biografia
Clément Marty, amb nom artístic Bartabas, nascut el 2 de juny de 1957 a Courbevoie (Hauts-de-Seine), és un genet, pedagog, coreògraf i escenògraf francès, fundador del Teatre eqüestre Zíngar i és des de 2003 responsable de l'Acadèmia de l'espectacle eqüestre de Versalles. Fill de pare arquitecte i de mare mèdic laboral, s'apassiona des de la seva infància amb els cavalls. Destaca el 1977 en el marc del festival d'Avignon i després com a cofundador del “Théâtre Emporté” i el del Circ Aligre.

## Teatre eqüestre i musical Zíngaro (Théâtre équestre et musical Zingaro)

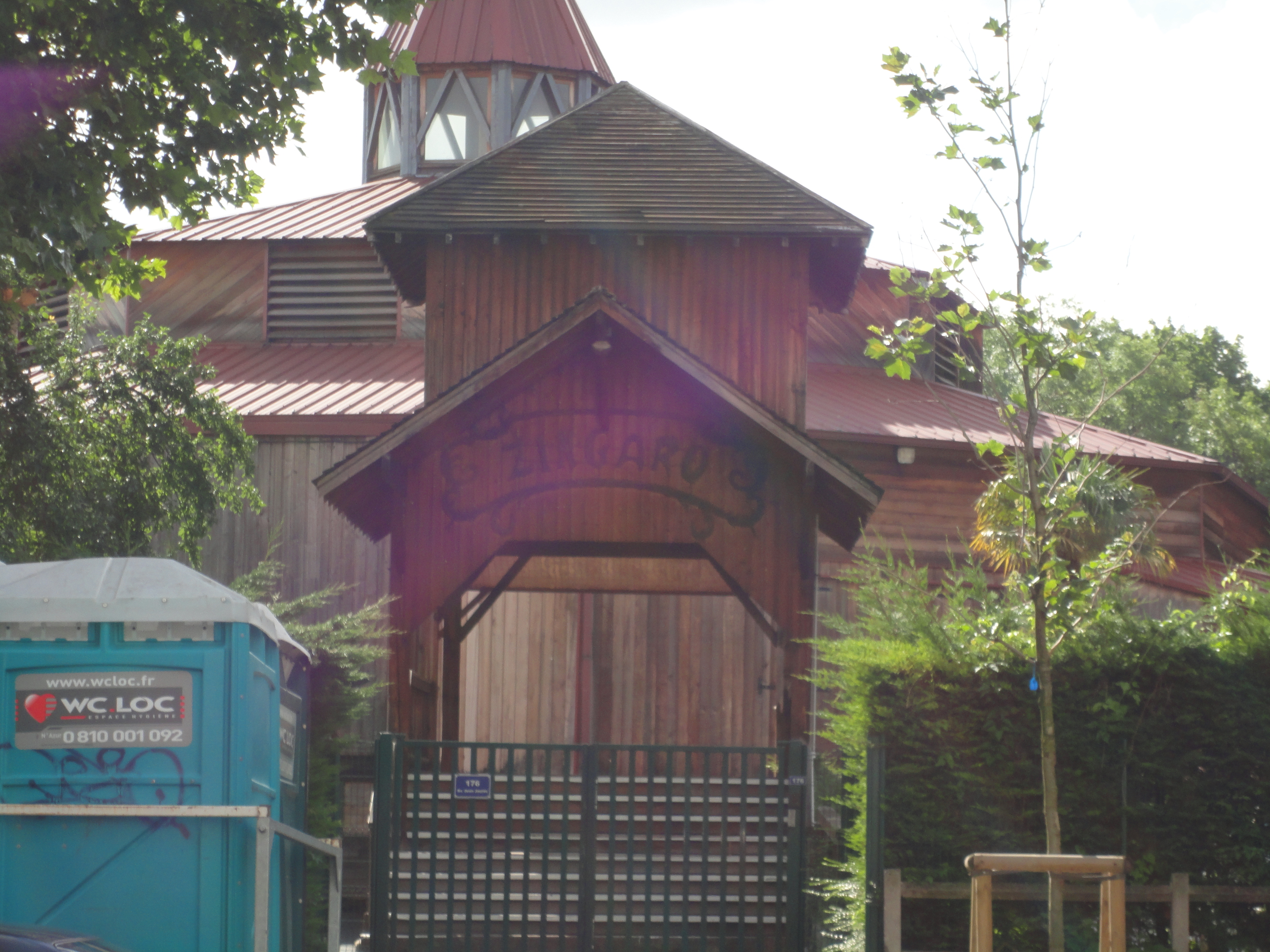
Entrada al Circ Zingaro en Aubervilliers

Creat el 1985, el Circ Zingaro comença el seu gira amb el “Cabaret équestre”. Zingaro (tsigane: gitano en italià) és el nom del cavall frisó emblema de la troupe, que va morir el 1998 en la gira de “Éclipse”. El 1986 la troupe canvia de nom i passa a ser el “Théâtre équestre et musical Zingaro”. Bartabas inventa una nova forma d'espectacle eqüestre afegint una dimensió onírica i estètica. La troupe composta d'artistes que combinen el teatre, l'art eqüestre, la dansa i la música s'instal·la en el fort d'Aubervilliers el 1989 i pasa a ser una de les companyies més importants d'Europa. Recorre el món de Nova York a Tòquio amb les seves creacions, que acaben donant pas a l'aparició d'un teatre eqüestre de ple dret.

### Espectacles
- "Cabaret Eqüestre I-II-III" (Cabaret équestre I-II-III) (1984-1990), aquesta sèrie d'espectacles obre l'era del teatre eqüestre en un ambient de cabaret i música d'inspiració gitana.[5][6]
- "Òpera Eqüestre" (Opéra équestre) (1991-1993), sobre una música concebuda per Jean-Pierre Drouet, assistim a un debat cara a cara entre cantants caucasians i cantants berebers.[2]
- "Quimera" (Chimère) (1994-1996), inspirat en l'Índia, aquest espectacle té la participació musical de Jean-Pierre Drouet i de músics cantants del Rajasthan.[2][7]
- "Eclipsi" (Éclipse) (1997-1999), inspirat a Corea,[8] la música s'és encarregada una orquestra de música shinawi i una cantant de pansori: Sung-Sook Chung,[9] a tenir en compte també la participació de Quincella Swyningan (ballarina de Pina Bausch). Aquest espectacle és monocromàtic i juga sobre la dualitat a diversos nivells (home/dona; blanc/negre;...)[10]
- "Triptyk" (2000-2002), espectacle concebut en tres parts amb ballarins kalaripayattu. Cada part es basa en una melodia: “La Consagració de la Primavera” (en la primera part) i la “Simfonia de salms” (en la tercera part), ambdues de Igor Stravinsky i el “Diàleg de l'ombra doble” (en la segona part) de Pierre Boulez que s'acompanya de les escultures de Jean-Louis Sauvat.[11]
- "Loungta" (2003-2005), inspirat en el Tibet, els monjos del monestir de Gyuto posen la música.[12][13][14][15]
- "Battuta" (2006-2009), espectacle d'inspiració gitana on la música és l'obra de la Fanfàrria Şukar (músics gitanos de Romania).[16][17]
- "Darshan" (2009-2010) sobre una música concebuda per Jean Schwarz, l'escenografia és la d'un teatre d'ombres circular.[18] Es fa seure als espectadors en el centre de la pista sobre una tribuna circular que gira sobre si mateixa molt lentament.[19][20]
- "Calacas" (2011-2012), inspirada a la Festa dels Morts de Mèxic.[21][22][23]
- "Golgota" (2013-2014). Bartabas tria compartir l'escena amb Andrés Marín, un dels més talentós balladors de Flamenc contemporani. Aquest “mà a mà” està acompanyat de quatre cavalls i es realitza sobre els efluvis místics de les obres de Tomás Luis de Victoria en la seva profunda recerca sobre la música silenciosa.[24][25][26] Del 26 d'abril a l'11 de maig de 2014 actua a París, al Teatre del Rond-Point.[27][28][29][30][31]

## Acadèmia de l'espectacle eqüestre de Versalles
Fundada, en 2003, l'Acadèmia de l'Espectacle Eqüestre de Versalles en el “Gran Estable” (Gran Écurie) del palau de Versalles. L'originalitat d'aquesta acadèmia d'art eqüestre resideix en el fet d'associar el treball d'ensinistrament d'alta escola amb altres disciplines com l'esgrima, la dansa, el cant o ell Kyudo (tir a l'arc japonès). Els genets adquireixen així una sensibilitat artística. “La via del genet” (La voie de l'écuyer), espectacle amb la coreografia per Bartabas presentat en la sínia del Gran Estable del Castell de Versalles, el títol del qual es manlleva del llibre de Sophie Nauleau i Alfons Alt.
El 27 de desembre de 2007, Bartabas és posat en detenció preventiva després d'haver danyat una fotocopiadora i un convector de “Direcció regional dels Assumptes Culturals de França” (DRAC). Aquest incident va ser la causa més probable de l'anunci de la reducció de les subvencions assignades a “Acadèmia de l'espectacle eqüestre”. Ell va expressar més tard la seva opinió adduint “raons de la còlera”, una carta oberta a l'atenció de la Sra. Christine Albanell del Ministeri de Cultura de França.

### Creacions amb l'Acadèmia
A la Font de Neptú. Les festes nocturnes del Castell de Versalles (amb la participació del Teatre Zingaro):
- "El Cavaller de Sant Jordi: un Africà en la Cort"(Le Chevalier de St George: un Africain à la Cour') en 2004, obra inspirada de la vida de Joseph Bologne de Saint-George (25/12/1745 – 10/06/1799), violinista, compositor i genet en el regnat de Lluís XVI.[33]
- "Viatge a les Índies Galants” (Voyage aux Indes Galantes) el 2005, obra inspirada de la vida de René Madec, que es basa sobre un fragment de l'òpera del mateix nom de Rameau.[34]
- "Els Genets de la nit” (Les Juments de la nuit) el 2008, obra inspirada en l'obra Macbeth de Shakespeare i de la pel·lícula Tron de Sang de Akira Kurosawa (adaptació de l'obra Shakespeare). Amb la participació vocal de Bernard-Pierre Donnadieu i d'Ingrid Donnadieu així com dels ballarins Larrio Ekson i Miyoko Shida, baso una música concebuda per Jean Schwarz.[35][36]

## Altres creacions
- "Recital eqüestre’’ (Récital équestre) el 2006, amb Alexandre Tharaud (pianista) i Bartabas. Presentat en les Nuits de Fourvière en Lió.
- "Divisions eqüestres'’ (Partitions équestres') el 2008, sota la música de Philip Glass interpretada pel conjunt de saxofons Ossia. L'espectacle va ser presentat en el teatre franc-romà en les Nuits de Fourvière en Lió[37]
- "Litúrgia eqüestre: sobre Sant Francesc d'Assís’’ (Liturgie équestre: autour de Saint François d'Assise) el 2009, representat a l'Abadia Saint-Ouen a Rouen, en el marc del festival Tardor a Normandia. Amb la participació de Beñat Achiary (cantant basc) i Vincent Dubois (orga).
- "Xivarri eqüestre" (Charivari équestre) el 2010 en el marc de la pista de Salt d'Hermes en el Grand Palais, amb la participació del Teatre Zíngaro.
- "Érem Cavalls" (We Were Horses) el 2011 en col·laboració amb Carolyn Carlson[38] con la música de Philip Glass.
- "El Camí del Genet" (La Voie de l'écuyer), espectacle anual presentat en el circ del gran estable del Castell de Versalles.[39]
- El 2013, amb motiu del desè aniversari de l'Acadèmia es va realitzar una gala commemorativa, només para convidats, en el Gran Hall de la Villette, de "We were horses", creada en 2011 conjuntament amb Carolyn Carlson.[40]

## Pel·lícules i Obres Intimistes de Bartabas
- 1993 "Mazeppa" pel·lícula que explica la vida del pintor Théodore Géricault i del mestre d'equitació Antonio Franconi.[41]
- 1996: "Chamane" pel·lícula que relata la llarga epopeia a cavall d'un escapolit del Gulag à travers la Taigà. És una adaptació d'un relat de Jean-Louis Gouraud: *Riboy: fugida per un violoncel. L'estranya peregrinació per la taiga d'un músic i el seu extraordinari petit cavall abigarrat. Aquest relat ell mateix s'inspira en una història veritable d'un cosac: Dimitri Nicolaïvitch Pechkov.[42][43]
- "Entr'aperçu" (Entre Ressenya) en el Théâtre du Châtelet el 2004 basat en els textos de Victor Segalen, amb la participació de la ballarina Miyoko Shida i dels músics Jean-Pierre Drouet i Gaston Sylvestre.[44]
- "Lever de soleil" (Sortida del Sol) creada el 2006 per al festival d'Avinyó posteriorment presentada al Marroc, París i a Montpeller. Desenrotllat a la sortida del sol, és una presentació de la relació íntima entre l'home i el cavall[45][46]
- 2010: "Galop Arrière", pel·lícula introspectiva en l'univers del Teatre Zingaro[47][48][49]
- "El Centaure i l'Animal" (Le Centaure et l'Animal) creat a Tolosa de Llenguadoc al setembre de 2010 amb Kô Murobushi coreografia de butô sobre Els cants de Maldoror del Comte de Lautréamont.[50][51][52][53][54][55][56]

## Distincions
Bartabas ha rebut les següents distincions:
- Chevalier de l'Ordre national du Mérite, imposta per Catherine Trautmann el primer d'abril de 1999.
- Chevalier du Mérite agricole, imposta per Jean Glavany el 4 de febrer de 2002.
- Chevalier de l'Ordre des Arts et des Lettres, imposta per Renaud Donnedieu de Vabres el 22 de juny de 2004.
- Chevalier de la Légion d'honneur, per decret del President de la República francesa el 31 de desembre de 2004 (condecoració no imposta però si atorgada).